# Xanthorhoe nubilosa
Xanthorhoe nubilosa är en fjärilsart som beskrevs av W. Warren 1898. Xanthorhoe nubilosa ingår i släktet Xanthorhoe och familjen mätare. Inga underarter finns listade i Catalogue of Life.